# فالانوفو بردو
فالانوفو بردو (بالإنجليزية: Falanovo Brdo)‏ بالكيريلية (Фаланово Брдо) قرية كرواتية في بلدة كونييتش، البوسنة والهرسك.